# 훈련소 공중전화 사용금지 사건
훈련소 공중전화 사용금지 사건은 대한민국의 헌법재판소 판례이다.

## 사실관계
청구인은 입대영장이 나온 사람으로 신병훈련 지침에 공중전화 사용금지 부분이 청구인의 통신의 자유, 평등권, 사생활의 자유 등을 침해한다고 주장하며 이 사건 헌법소원심판 청구를 하였다.

## 결론
기각

## 이유
통신의 자유를 제한한다. 법률에 근거를 두면서 헌법 제75조가 요구하는 위임의 구체성과 명확성을 구비하면 기본권 제한이 가능하다. 이 사건 법률은 법률유보의 원칙에 위반된다고 보기 어렵다. 포괄위임 원칙 위반에 대해서는 군사 영역은 일반 사회생활과는 현저하게 다른 특수하고 전문적인 영역이어서 군사 전문가인 지휘관에게 포괄적으로 일임할 필요가 있고, 군인 복무 및 군인 훈련의 특수성과 헌법이 대통령에게 국군통수권을 부여하고 있는 점을 고려하면, 헌법 제75조 포괄위임 원칙에 위반되지 않는다. 교육훈련과 병영 생활에 조속히 적응시키기 위하여 제한하는 것이므로 비례원칙도 위반하지 않으며 헌법상의 국방의무를 이행하기 위한 군대 복무와 경찰 공무원 기타 공무원의 복무 관계는 비교대상으로 삼기 어려우므로 평등권을 침해하지도 않는다.

## 같이 보기
- 기본군사훈련
- 통신의 자유

## 참고 문헌
- 2010.10.28. 2007헌마890 [기각]
- 정회철, 200개 중요 헌법재판소 판례, 여산 2012.